# 牡丹亭

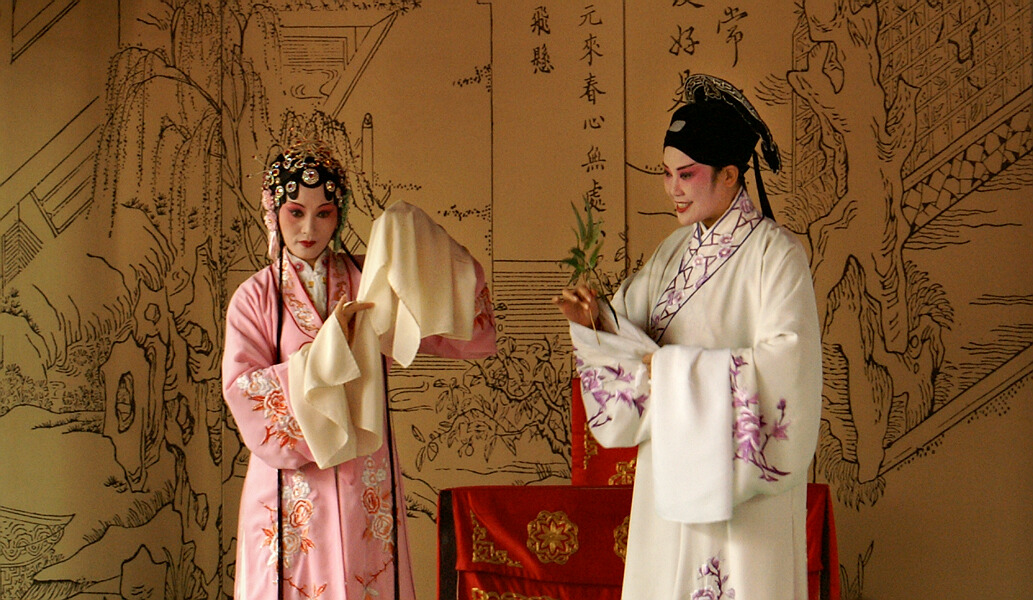
崑曲における『牡丹亭』

『牡丹亭』（ぼたんてい、拼音: mǔdāntíng）は、明代の劇作家湯顕祖の代表作。55幕。「牡丹亭還魂記」、「還魂記」ともいう。明代後期の伝奇の最高傑作とされ、夢の中の恋愛と死者の再生を扱う。

## 概要
湯顕祖は「玉茗堂四夢」と呼ばれる4本の戯曲を書いたが、『還魂記』はその2番目の作品で、湯顕祖が故郷の臨川に隠居したのとほぼ同時期の万暦26年（1598年）に脱稿した:67。題辞では男女の恋愛の「情」を「理」と対比させ、杜麗娘を究極の情によって生と死・現実と夢を超越した者とする。
かつては原作が存在しないと考えられていたが、岩城秀夫の研究によると、話本「杜麗娘記」を元にしている。もとの話本では柳夢梅は南雄府尹の子で、前任者の娘である杜麗娘が自宅に埋められているのを知って両親や役所と相談の上で棺を掘りだし、彼女が蘇生した後はとんとん拍子に話が進んで大団円で終わるのに対して、『牡丹亭』では広州から南安まで旅した上で法を犯して棺を掘りだし、その後も幾多の困難を重ねる:31。
劇は全部で55齣（日本語では「幕」と訳されることが多い）から構成される。
南宋の時代の物語だが、かなり時代錯誤的な箇所が多い（たとえば、金の完顔亮が宋を滅ぼそうとして、賊の李全に淮安を攻撃させるが、完顔亮は12世紀の人物、李全は13世紀の人物である。また33齣では大明律を引いている）。
情をテーマとし、生と死・夢と現実を巧みに交錯させ、美しい曲辞を持つ『牡丹亭』は後世に強い影響を及ぼした。『紅楼夢』第23回でも林黛玉が『牡丹亭』第10齣（夢で杜麗娘が柳夢梅と契りを結ぶ回）の曲辞に心を奪われている:406-409。

## 日本語訳
- 宮原民平訳「還魂記」（『国訳漢文大成』文学部 第10巻）1921年
- 鈴木彦次郎・佐々木静光共訳「還魂記」（『支那文学大観』第2・3巻）1926年
- 岩城秀夫訳「還魂記」（平凡社『中国古典文学大系』第53巻 戯曲集（下））1971年

## 登場人物
- 杜宝 - 南安（今の江西省贛州市の一部）の太守。
- 甄氏 - 杜宝の妻。
- 杜麗娘 - 杜宝のひとり娘。
- 春香 - 杜麗娘の侍女。
- 陳最良 - 杜麗娘の家庭教師。
- 石道姑 - 道姑（道教の尼）。杜麗娘の死後は梅花庵を守る。
- 癩頭黿 - 石道姑の甥。
- 柳夢梅 - 広州の書生。
- 韓子才 - 柳夢梅の友人。
- 郭駝 - 柳夢梅の園丁。
- 苗舜賓 - 広州に欽差官として派遣され、柳夢梅と知り合う。後に科挙の試験官に任命される。
- 李全 - 賊の頭領、金朝によって溜金王とされる。
- 楊氏 - 李全の妻で豪傑。

## あらすじ
南宋の時代、広州の柳春卿は、夢で美女が梅の木の下に立ち、私たちは御縁がございます、と話し掛けるのを聞き、名前を柳夢梅と改めた。
一方、南安太守である杜宝の一人娘の杜麗娘は美貌で知られ、家庭教師の陳最良に詩経を習っていた。気晴らしのため侍女の春香とともに花園を訪れる。杜麗娘がうたた寝をすると、夢の中で柳の枝を持った青年と出会い、牡丹亭の傍ら芍薬欄の辺りで契りを交わす。杜麗娘は夢の青年との恋煩いで衰弱し、自画像を残して重陽の日に死んでしまう。時を同じくして杜宝は金と国境を接する淮揚の安撫使に任命されて揚州に赴任することになった。杜麗娘の遺体はその遺言に従って梅の木の下に葬られ、側には梅花庵が建てられて陳最良と石道姑がそこで彼女を供養することに決められた。冥土での審判により、杜麗娘は夢の中の青年を探すことが許された。
柳夢梅は科挙を受けるため都の臨安へ向かう途中、病気にかかり、陳最良の助けにより梅花庵で養生している時に杜麗娘の自画像を見つける。部屋に絵を掛けて置くと、毎晩、杜麗娘が現れるようになり、柳春卿は彼女を愛するようになる。杜麗娘は柳夢梅に、実は自分はこの世の者ではないと打ち明け、再生の手助けを頼んだ。杜麗娘の墓を掘り返し、棺を開くと杜麗娘は生き返った。
二人は仮祝言をあげ、ともに都に上り、柳夢梅は科挙試験を受けたが、賊の李全が淮安を攻撃する事件が発生したために結果発表が延期されてしまう。杜宝は李全を宋に帰順させることに成功し、その功績により平章（宰相）に任命される。
柳夢梅は、杜宝から結婚の許しを得ようとするが、信用されず、墓を暴いた罪人として拷問を受けるが、そこに柳夢梅が科挙に状元で合格したという知らせがくる。皇帝の裁きの結果、杜麗娘は亡霊でなく再生したことが証明され、晴れて二人は結ばれた。